# Lisa Kestel
Lisa Kestel (* 11. März 1986 in Fürth) ist eine deutsche Radio- und Fernsehmoderatorin.
Am 22. Oktober 2023 heiratete Lisa Kestel ihren Partner standesamtlich, der in ihren öffentlichen Kanälen unter dem Pseudonym „Liebius“ auftritt.
Am 12. Januar 2024 wurde sie Mutter einer Tochter, die im Podcast und in den sozialen Medien unter dem Namen „Bärbel Bauhaus“ erwähnt wird. Der bürgerliche Name ist ebenso wie der ihres Mannes nicht öffentlich bekannt.

## Werdegang
Kestel wurde in Fürth geboren, wuchs jedoch in der Nähe von Kiel auf. Nach einer Ausbildung in einem Hamburger Modeunternehmen entschied sie sich zu einem Wechsel in die Medien. Ihre ersten Schritte im Radio ging sie bei dem Kieler Sender delta Radio. Anschließend war sie bei N-Joy beschäftigt, ehe sie 2013 zu 1 Live diggi wechselte und ab 2014 auch bei Fritz und 1 Live moderierte.
Parallel zu ihrer Radiotätigkeit ist Kestel seit ihrem Wechsel zum Westdeutschen Rundfunk (WDR) auch verstärkt als Fernsehmoderatorin aktiv. So moderierte sie für den Sender unter anderem die Magazinsendung Servicezeit sowie die Reisemagazine 2 für 300 und Ein Tag in.... 2023 übernahm sie für RTL die Moderation der Sendung WAU! Die spektakulärsten Hundegeschichten.
Seit 2021 betreibt Kestel gemeinsam mit Mira Müller-Steinmann den Reitsport-Podcast Stabletainment. 2023 wurde sie mit dem Goldenen Blogger in der Kategorie „Flauscher*in des Jahres“ ausgezeichnet.
Der Podcast von Lisa Kestel und Mira Müller-Steinmann endete im Dezember 2023 nach rund 2,5 Jahren und 129 Episoden. In der letzten Folge, aufgenommen live auf der Messe „Pferd & Jagd“ in Hannover, ließen die beiden Hosts ihre gemeinsame Zeit Revue passieren und betonten, dass es sich nicht um einen endgültigen Abschied handelt. Konkrete Gründe für das Ende wurden nicht detailliert genannt. Allerdings deuteten Lisa und Mira an, dass sie sich neuen Projekten und persönlichen Entwicklungen widmen möchten.
Seit Ende 2023 veröffentlicht Lisa Kestel gemeinsam mit Kristin Connors den Podcast „Dings und Bums“, in dem sich die beiden Moderatorinnen humorvoll, emotional und oft schonungslos ehrlich mit den Herausforderungen und Absurditäten des Alltags auseinandersetzen. Der Podcast bewegt sich thematisch zwischen persönlichen Krisen, gesellschaftlichen Fragen und skurrilen Alltagsbeobachtungen. Dabei wechseln sich Episoden mit schrägen Dating-Geschichten mit Debatten über die ernsten Fragen des Lebens ab, ergänzt durch wechselnde Gäste wie zum Beispiel einer Paartherapeutin, einer Domina oder einem Pferdetrainer.
Ein wiederkehrendes Element sind die „Ponyalarm“-Zwischeneinspieler, die auf die gemeinsame Leidenschaft der beiden für den Reitsport verweisen. 
Der Podcast ist für seine markanten Episodentitel bekannt, darunter „Horny Hubschrabschrab“ (Folge 13), „Splitter im großen Onkel“ (Folge 106) oder „Mit Föhnfrisur zum Lügendetektor-Test“ (Folge 101). 
2024 wurde das Format in der Kategorie „Beste:r Newcomer:in“ für den Deutschen Podcast-Preis nominiert.